# Актуальное национально-культурное обозрение
«Актуальное национально-культурное обозрение» («АНКО») — информационно-публицистический, историко-этнографический, литературно-художественный журнал, издававшийся в Казани с 1999 по 2007 годы.

## Периодичность, тираж, язык издания
Первоначально журнал «АНКО» был задуман как ежеквартальный (в номерах с 1 по 8 значилось: «Ежеквартальный информационно-публицистический, историко-этнографический, литературно-художественный журнал»). Однако периодичность издания, по причине отсутствия постоянного штата сотрудников и перебоев в финансировании, не соблюдалась.
Всего вышло тринадцать номеров, в том числе один «пилотный» («информационный выпуск» под названием «Вестник АНКО»): в 1999 г. — № 1 («пилотный»), в 2000 г. — № 1, 2, в 2001 г. — № 3, 4, 5, в 2002 г. — № 1 (6), 2 (7), в 2003 г. — № 1 (8), в 2004 г. — № 1 (9), в 2006 г. — № 1 (10), в 2007 г. — № 1 (11), 2 (12). При этом реальное время выхода журнала часто «отставало» от обозначенного на обложке.
Заявленный тираж «Вестника АНКО» составлял 999 экземпляров, последующих номеров — по 1 тысячи экземпляров каждый. Объём: «Вестника АНКО» — более 4 печатных листов (36 чёрно-белых страниц и многоцветная обложка), последующих номеров — по 8 печатных листов (64 чёрно-белые страницы и многоцветная обложка).
Язык издания — русский. Планировался выпуск отдельных номеров на языках народов, проживающих в Республике Татарстан (РТ), но данный проект так и не был осуществлён.
Впоследствии часть материалов, опубликованных в журнале, был размещён на Интернет-сайте АНКО РТ (в настоящее время — на сайте «Ассамблеи народов Татарстана»: http://www.an-tat.ru/).

## Учредитель, место издания
Учредителем «АНКО» являлась «Ассоциация национально-культурных организаций Республики Татарстан» (АНКО РТ) (с № 1 /10/ за 2006 г. — «Ассоциация национально-культурных объединений Республики Татарстан»).
Журнал был зарегистрирован в министерстве информации и печати РТ (свидетельство № 0667 от 26 ноября 1998 г.). «Вестник АНКО» был отпечатан в типографии управления делами Президента РТ, последующие номера — в ГУП (впоследствии — ОАО) ПИК «Идел-Пресс», издатель (с № 3 за 2001 г.) — «Полигран-Т».
С № 1 (9) за 2004 г. указывалось, что «АНКО» издаётся "при поддержке Агентства РТ по массовой коммуникации «Татмедиа».
№ 1 (11) за 2007 г. журнала был издан «на грант, полученный по итогам конкурса среди некоммерческих организаций, участвующих в развитии институтов гражданского общества в России, который был объявлен Президентом РФ В. В. Путиным».

## Редакционная коллегия, шефы-редакторы
В составе редакционной коллегии журнала «АНКО» в разное время числились: С. К. Джаксыбаев (президент, впоследствии — председатель Правления АНКО РТ), Г. Г. Абдрахманова, В. Г. Диц, А. В. Савва, М. В. Хачатурян, Р. Ф. Ягафаров. Однако её деятельность являлась чисто номинальной.
Формально адресом редакции являлся адрес «Дома дружбы народов Татарстана» и АНКО РТ: 420111, г. Казань, ул. Островского, дом 23.
Фактически «АНКО» издавался под эгидой отдела по связям с общественностью и межнациональным отношениям Аппарата Президента РТ (впоследствии — управления по вопросам внутренней политики Президента РТ).
Шефами-редакторами журнала являлись:
- с № 1 за 2000 г. по № 1 (8) за 2003 г. — заведующий сектором межнациональных отношений отдела по связям с общественностью и межнациональным отношениям Аппарата Президента РТ, кандидат исторических наук Аркадий Васильевич Фокин,
- с № 1 (9) за 2004 г. по № 2 (12) за 2007 г. — заведующий тем же сектором (впоследствии — отделом этнической политики управления по вопросам внутренней политики Президента РТ), кандидат исторических наук Вячеслав Васильевич Никифоров.

Фактическим соредактором с № 1 (8) за 2003 г. по № (12) за 2007 г. являлся кандидат исторических наук Игорь Евгеньевич Алексеев.

## Начало издания
Журнал задумывался в качестве печатного органа АНКО РТ, который должен был освещать её деятельность. Главными инициаторами его издания выступили А. В. Фокин, С. К. Джаксыбаев и И. В. Терентьева (заведующая отделом по связям с общественностью и межнациональным отношениям Аппарата Президента РТ).
По воспоминаниям первого шеф-редактора «АНКО» А. В. Фокина, «расшифровка» названия журнала появилась уже после издания «Вестника АНКО».
Основное содержание «Вестника АНКО», выпуск которого готовил А. В. Фокин, составляли материалы V отчётно-выборной конференции АНКО РТ и сообщения о деятельности входивших в неё национально-культурных организаций.

## Направление журнала, содержание, авторы
В помещённом в № 1 за 2000 г. «АНКО» обращении редакционного совета к читателям говорилось, в частности, что:
По своему замыслу и назначению он призван стать трибуной межнационального общения, что на нынешнем этапе развития неполитического общественного этнокультурного движения является весьма актуальным.
Отмечалось также, что появление «АНКО» обусловили «новые потребности — и в первую очередь потребности создания единого информационного пространства в этнокультурной жизни республики». Подчёркивалось, что, будучи «единственным в республике периодическим изданием этнокультурного направления», журнал «призван взять на себя освещение всех сфер и всей совокупности проблем национальных общин и охватить всё тематическое и жанровое многообразие журнальных публикаций».
Однако, в силу существовавших ограничений и специфики редакционной политики, «АНКО» носил, в большей степени, историко-просветительную направленность.
В журнале действовали постоянные и временные рубрики: «Год русского языка в Татарстане», «Дорогами дружбы», «Литературная страница», «Навстречу съезду», «На молодёжной волне», «Национальная политика: история и современность», «Песни о главном», «Почта АНКО», «Резонанс», «След в судьбе народа», «Современники глазами современников», «Сыны и дочери народа», «Хроника АНКО», «Чтобы помнили», «Этнические ценности», «Этнокультурная мозаика», «Юбилеи», «Языком архивных дел», и другие.
Постоянными авторами «АНКО» являлись А. В. Фокин, И. Е. Алексеев (в том числе, под псевдонимами «Лаврентий Алигорьев», «Николай Орлов» и «Пётр Фуфаев»), В. Г. Диц, С. В. Новиков, Е. В. Савенко, Л. Д. Сапожников.

### Публикация официальных материалов и документов АНКО РТ
Одно из центральных мест в журнале занимала публикация статей, обращений и приветствий официальных лиц Татарстана.
В «АНКО» были, в частности, помещены материалы за подписью президента РТ М. Ш. Шаймиева («Дружной семьёй — в XXI век!»), председателя Государственного Совета РТ Ф. Х. Мухаметшина («Суверенитет и судьбы национальностей»), главы администрации города Казани К. Ш. Исхакова («Казань многонациональная»), заведующей отделом по связям с общественностью и межнациональным отношениям Аппарата Президента РТ И. В. Терентьевой («В добрый путь!», «Когда есть слаженность»).
Кроме этого, публиковались статьи шеф-редакторов — заведующих сектором межнациональных отношений Аппарата Президента РТ А. В. Фокина («Политика содружества», «Не навреди», «Год знаковых десятилетий») и В. В. Никифорова («Ширится круг друзей»).
В № 1 за 2000 г. был опубликован проект «Концепции национальной политики Республики Татарстан», подготовленный И. Е. Алексеевым и А. В. Фокиным. В № 1 (8) за 2003 г. — перечни поручений, данных по итогам состоявшихся в 2002 г. встреч-совещаний Президента РФ В. В. Путина — с представителями III Всемирного конгресса татар и Президента РТ М. Ш. Шаймиева — с лидерами и представителями кряшенского движения, с лидерами татарских организаций и предпринимателями регионов России, с представителями «Общества русской культуры г. Казани» и Казанского отделения «Международной славянской академии наук, искусства, культуры и образования».
В № 2 (7) за 2002 г. «АНКО», в рубрике «Этапы большого пути», в связи с десятилетием проведения в Казани I Съезда народов Татарстана (1992 г.), была помещена подборка материалов, посвящённых этому событию и его значению в дальнейшем развитии многонационального движения в республике. В № 1 (11) и № 2 (12) за 2007 г. — опубликованы подборки материалов о подготовке ко II Съезду народов Татарстана (2007 г.), в том числе — Указ Президента РТ М. Ш. Шаймиева № УП-370 от 24 июля 2007 г. «О проведении Съезда народов Татарстана».
В журнале периодически помещались статьи и репортажи о различных мероприятиях, проводившихся под эгидой и при поддержке АНКО РТ, а также — о деятельности различных учреждений АНКО РТ и «Дома дружбы народов Татарстана» (Центра образования «Многонациональная воскресная школа», «Лагеря дружбы», и других).

### Публикации о культуре и традициях народов, проживающих в Татарстане
Одним из приоритетов в деятельности журнала являлось освещение национально-культурной жизни коренных народов Среднего Поволжья и «новых» диаспор, представители которых проживают на территории Татарстана.
При этом, в силу недостаточного отражения в других республиканских средствах массовой информации, особое место в «АНКО» отводилось русской и кряшенской проблематике.
Практически в каждом номере журнала содержались специальные и обзорные материалы о традиционных праздниках коренных народов Среднего Поволжья (марийцев, мордвы, удмуртов, чуваш и прочих) и представителей «новых» диаспор (азербайджанской, киргизской, таджикской, узбекской, и прочих), проводившихся на территории Татарстана.
Постоянно публиковались статьи о «выдающихся земляках», в том числе — об известном русском психоневрологе В. М. Бехтереве, художнике К. А. Васильеве, Герое Советского Союза, лётчике М. П. Девятаеве, министре авиационной промышленности СССР, генерал-полковнике-инженере П. В. Дементьеве, профессоре и ректоре казанского университета Карле Фуксе, художнике И. И. Шишкине, чувашском просветителе И. Я. Яковлеве, и других.

#### Русская проблематика
Существенное внимание в журнале уделялось «русскому вопросу» в Татарстане (главным образом, проблемам возрождения традиционной русской культуры и сохранения русского языка). На его страницах были, в частности, опубликованы статьи: И. Е. Алексеева «Язык и время», Л. Р. Газизовой — «Двойная нагрузка на сердце — на русском писать языке…», Д. А. Салимовой — «Ещё раз о языках: к вопросу о защите культуры речи в двуязычной республике», А. К. Смирнова «Не одна-то во поле дороженька пролегала…», М. Ю. Щеглова «Русское самосознание: путь из тупика», и другие.
В № 1 — 5 «АНКО» были помещены воспоминания о К. А. Васильеве его близкого друга О. Е. Шорникова «Северный символист», а также стихи и заметки о нём и творчестве художника.
Наряду с этим, в журнале печатались статьи о русских фольклорных коллективах: например, о казанском фольклорном ансамбле «Коляда» (И. Е. Алексеев — «Величальная длиною в десятилетие»).
В «АНКО» помещались материалы об известных российских учёных и общественных деятелях.
В № 1 (10) за 2006 г. и № 2 (12) 2007 г. были опубликованы материалы о выдающемся востоковеде и популяризаторе трезвого образа жизни, хакасе по национальности, профессоре Н. Ф. Катанове (соответственно: «Татарско-мусульманские предания и поучения о вреде пьянства, табакокурения и наркомании», с предисловием И. Е. Алексеева, и «Татарстан — Хакасия: „Нас объединяет благодарная память о великом человеке…“).
В № 1 (10) за 2006 г. — статьи об известном историке и этнографе И. Н. Смирнове, приуроченные к празднованию его 150-летия: В. Е. Туманина — „Иван Николаевич Смирнов как учёный-славист“ и Ю. Иванова — „Иван Николаевич Смирнов как исследователь финно-угорских народов“.
В статье М. Ф. Сафарова „На волне державных настроений“, помещённой в № 1 (9) за 2004 г. „АНКО“, исследовалось влияние „державных настроений среди россиян и прежде всего русских“ на программные установки современных российских политических партий.
Публиковались подборки стихов русских и русскоязычных поэтов из Татарстана.
В № 1 и 2 за 2000 г. „АНКО“, в рубрике „Как вспышка молнии“, были помещены подборки материалов, посвящённых жизни и творчеству казанского барда и писателя Г. С. Мигачёва (1972—1992).

#### Татарская и башкирская проблематика
Не осталась в стороне от внимания журнала и татарская проблематика, получающая приоритетное освещение в других республиканских средствах массовой информации.
В ряде публикаций поднимались актуальные проблемы развития татарского народа, рассказывалось о значимых событиях в национально-культурной и религиозной жизни татар, об известных общественных деятелях, поэтах и художников.
В № 1 (9) за 2004 г. „АНКО“ была опубликована запись беседы с ответственным секретарём Федеральной национально-культурной автономии татар России Ф. Я. Уразаевым „Нужен действенный механизм“ о выполнении решений III Всемирного конгресса татар (Казань, 2002 г.).
В статье М. Ф. Сафарова „Сквозь призму идеологии“, помещённой в № 2 (7) за 2002 г. „АНКО“, анализировались идеологический доктрины татарских общественно-политических организаций.
В том же номере была опубликована поэма татарского поэта Р. Г. Мингалимова (Рустема Мингалима) „Завтра“ в переводе на русский язык и с предисловием А. В. Фокина. В № 1 (6) за 2002 г. журнала под общим заголовком „Самая юная“ была опубликована подборка произведений поэтессы А. Б. Абсалямовой — внучки известного татарского писателя А. С. Абсалямова.
В статье Т. А. Биктемировой и Н. С. Хамитбаевой „Татарки-просветительницы“, опубликованной в № 3 за 2001 г. „АНКО“, рассматривались исторические аспекты участия женщин в татарском просветительном движении.
В контексте развития и взаимодействия культур в журнале рассматривалась башкирская проблематика.
В № 2 за 2000 г. „АНКО“ была опубликована статья А. Царегородцева „Башкирский этнос“, в № 1 (11) за 2007 г. — материал председателя „Курултая башкир Республики Татарстан“ Ф. Т. Башировой „450 лет дружбы и сотрудничества“.

#### Кряшенская проблематика
На страницах журнала заметное отражение получила кряшенская проблематика. Были, в частности, опубликованы материалы: М. М. Семёновой — „Изучение и возрождение этнического фольклора кряшен на современном этапе“ , Н. Ю. Альмеевой — „Изучение национальной музыки других народов — верный шаг к сближению людей…“.
В № 3 за 2001 г. журнала была помещена статья-отчёт И. Е. Алексеева «К единству этнического и духовного» о научно-практической конференции «Этнические и конфессиональные традиции кряшен: история и современность» (Казань, 7 декабря 2000 г.), а также выработанные ей «Рекомендации».
В № 5 за 2001 г. «АНКО» был опубликован материал «Как любви откровенье…», посвящённый юбилею заслуженного деятеля искусств РТ, писателя и поэта Г. В. Родионова (Гарая Рахима), в № 2 (12) за 2007 г. — статья А. В. Фокина об известном кряшенском певце, народном артисте РТ Г. М. Ибушеве «Счастливые билеты Георгия Ибушева».

#### Чувашская проблематика
Журнал широко освещал национально-культурную жизнь чуваш, проживающих в Татарстане, рассказывал об их праздниках, основных направлениях деятельности общественных чувашских организаций.
В № 1 (8) за 2003 г. была помещена статья Е. А. Турхана и М. Толмачёвой «Певец Тыхыръяла», приуроченная к 70-летию активиста Чувашской национально-культурной автономии в РТ и Казанского общественно-культурного центра имени Педера Хузангая В. А. Дедушкина.
В «АНКО» публиковались материалы о подготовке к празднованию в Татарстане 160-летия со дня рождения выдающегося чувашского просветителя, педагога и общественного деятеля И. Я. Яковлева (1848—1930).
В № 1 (8) за 2003 г. журнала была помещена статья Л. Вашуровой «Судьба вольнодумного монаха» о выдающемся российском китаеведе чувашского происхождения, архимандрите Иакинфе (Н. Я. Бичурине) (1777—1853).

#### Финно-угорская проблематика
Большое внимание в журнале уделялось освещению прошлого и настоящего финно-угорских народов Среднего Поволжья (марийцев, мордвы и удмуртов).
В № 1 за 2000 г. «АНКО» была опубликована статья профессора Кембриджского университета Дэвида Льюиса «Национальная гордость и культурные ценности финно-угорских народов», ранее напечатанная в «Вестнике Удмуртского университета».
В № 1 (9) за 2004 г. помещены статья-отчёт С. В. Новикова «Фольклоризация. Традиции и современность» о IV Всемирном конгрессе финно-угорских народов (Таллин, 2004 г.), а также материал Н. А. Сагбиевой «Народный костюм финно-угров». В № 1 (11) за 2007 г. журнала опубликована заметка С. В. Новикова «Друзьям говорят: „Шумбрат“!» о Международном фестивале национальных культур финно-угорских народов «Шумбрат, Финно-Угрия!» (Саранск, 19 — 21 июля 2007 г.).
В № 5 за 2001 г. «АНКО» помещена статья-отчёт Н. А. Сагбиевой «С песней по жизни» о четвёртом республиканском конкурсе исполнителей народной и современной песни финно-угорских народов (2001 г.).
В № 4 за 2001 г. «АНКО» опубликован ряд материалов о взаимодействии Татарстана с Удмуртией, в том числе — статья заместителя директора Удмуртского института истории, языка и литературы Уральского отделения РАН Г. А. Никитиной «Удмурты за пределами Удмуртии», в № 1 (9) за 2004 г. — статья И. М. Шеда-Зориной и И. Л. Поздеева «В гостях у „более удмуртов“.
Проблемам и перспективам деятельности национально-культурной автономии удмуртов „Кенеш“ Балтасинского района РТ была посвящена статья Л. Д. Сапожникова „Балтасинские зори“, опубликованная в № 1 (10) за 2006 г. „АНКО“.
В № 2 (12) за 2007 г. „АНКО“ был помещён записанный председателем марийской общины города Набережные Челны Л. В. Шабалиным рассказ одного из старожилов деревни Марийское Текашево Менделеевского района РТ М. З. Захарова о традициях приверженцев традиционной языческой религии мари „Своя молитва“.
В № 1 (9) за 2004 г. „АНКО“ опубликована статья Г. Р. Столяровой о представителях уникальной этнической группы каратаев „Мордва-каратаи, кто вы?“.

#### Немецкая проблематика
Активное участие представителей немецкой общины в многонациональном движении Татарстана во многом предопределило повышенное внимание журнала „АНКО“ к её истории и проблемам современного развития.
В № 1 (11) за 2007 г. „АНКО“ была помещена тематическая подборка статей под общим заголовком „Немецкий дом на земле Татарстана“, в том числе: подготовленный „Немецким Домом РТ“ материал „Немцы Татарстана“ (с обзором истории немецкого присутствия в местном крае с XVI в. до начала 2000-х гг.) и статья председателя „Национально-культурной автономии немцев Татарстана“ В. Г. Дица „По пути духовного возрождения (лютеранская кирха города Казани)“. Религиозной жизни немецкой лютеранской общины была посвящена также статья В. Г. Дица „Лютеране в Казани“, опубликованная в № 1 (6) за 2002 г. журнала.
Особое внимание уделялось изучению и популяризации наследия наиболее известного представителя немецкой общины в Казани — ректора Императорского Казанского университета, профессора Карла Фукса (К. Ф. Фукса) (1776—1846). В № 5 за 2001 г. была помещена статья В. Г. Дица „В памяти благодарных потомков“, в № 2 (12) за 2007 г. — его же статья-репортаж „Вторые Фуксовские чтения“ (Казань, 24 октября 2007 г.).
Кроме того, в № 1, 2, 3 за 2000 г. был опубликован перевод с немецкого языка фрагментов труда „Сведения о России“ бывшего несколько лет профессором Императорского Казанского университета Иоганна Фридриха Эрдмана (1778—1846) под названием „Татары“, „Русские“ и „Местные народы губернии“.
Большой интерес представляют опубликованные в № 3, 4 и 5 за 2001 г. воспоминания народного артиста России немецкого происхождения В. В. Кешнера „Всплески памяти“. В № 1 (6) и 2 (7) за 2002 г., в рубрике „Литературная студия“, была помещена повесть Вильяма Богуславского „Немец“.
В некоторых публикациях затрагивались проблемы изучения исторических корней ксенофобии в российском обществе в отношении немцев: например, в статье И. Е. Алексеева „При малейших попытках учинить уличные беспорядки … виновные в том будут задерживаться и предаваться военному суду“ (Из истории предотвращения немецкого погрома в Казани в начале Первой мировой войны)».
В № 2 (7) за 2002 г. «АНКО» была опубликована полемическая статья В. Г. Дица «Надежды, зарытые в песок (Немецкий вопрос в России)».

#### Украинская и белорусская проблематика
Заметное место в журнале отводилось публикациям об известных украинцах, судьба которых в разной степени была связана с Казанью. Среди них: материалы о первом председателе Центральной Рады «Украинской Народной Республики» М. С. Грушевском (Е. В. Савенко — «Потомки чтут его имя»), выдающейся певице О. А. Петрусенко (К. А. Бородавкиной) (Е. В. Савенко — «Оксана Андреевна Петрусенко /1900 — 1940 г.г./»), и других.
В «АНКО» был помещён целый ряд статей и репортажей о мероприятиях, проводившихся представителями украинской общины РТ, в том числе: о Первом открытом женском вокальном конкурсе имени Оксаны Петрусенко (Нижнекамск, 20 — 22 апреля 2007 г.). Публиковались документы об увековечении памяти известных украинцев.
В № 1 (8) за 2003 г. журнала была опубликована статья М. Х. Зарипова «Поэт высокой и печальной судьбы» о поэте Л. И. Топчем и подборка его стихотворений под заголовком «Люблю я начало, которому нет конца».
В помещённой в № 1 (9) за 2004 г. «АНКО» статье И. Е. Алексеева «Восточно-славянский транзит» рассказывалось о национально-культурной и общественно-политической жизни белорусских и украинских беженцев в Казани в 1917 г.

#### Еврейская проблематика
Еврейская проблематика в журнале была представлена рядом материалов, часть которых была посвящена религиозным иудейским праздникам и наиболее заметным событиям в жизни еврейской (иудейской) общины Казани, например, «сценарием-репортажем» С. Б. Бородовой «Ханука», опубликованным в № 5 за 2001 г. «АНКО».
В № 4 за 2001 г. «АНКО», в рубрике «Как вспышка молнии», в связи с кончиной председателя Казанской иудейской религиозной общины, известного музыканта Л. Д. Сонца (1945—2001), была помещена подборка посвящённых ему статей, в том числе — статья самого Л. Д. Солнца «Последний дирижёр-романтик» с воспоминаниями о народном артисте СССР Н. Г. Рахлине.
Истории обращения в православие в XIX веке евреев, проходивших службу в Казанских батальонах военных кантонистов, была посвящена статья И. Е. Алексеева «Еврейский крестник Льва Толстого», помещённая в № 1 (8) за 2003 г. «АНКО».
В № 2 (12) за 2007 г. было републиковано "Обращение председателя еврейской общины г. Казани А. М. Вельдера к главному редактору «Независимой газеты» К. В. Ремчукову в связи с публикацией статьи В. Ф. Постновой «Свастика на улицах Казани».

#### Освещение деятельности «новых» диаспор
Помимо освещения национально-культурной и религиозной жизни коренных народов Среднего Поволжья и «старых» диаспор, «АНКО» затрагивал вопросы развития «новых» диаспор.
В журнале публиковались материалы о культурной жизни армянской, ассирийской, грузинской, казахской, и других общин.
В № 1 (10) за 2006 г. «АНКО» была помещена подборка материалов о местной вьетнамской общине под общим заголовком «Доанкет» — значит «единство», в том числе — доклад Дам Зань Лама на конференции «Вьетнамского общества Республики Татарстан „Доанкет“ („Единство“)» (Казань, 27 октября 2006 г.) «Вьетнамцы — народ трудолюбивый и законопослушный» и статья Н. Орлова (И. Е. Алексеева) «Русские струны вьетнамской души» — о наиболее известной представительнице общины Дао Тхи Кой.

### Публикация архивных материалов и републикация документов
Одним из направлений деятельности журнала являлась публикация ранее не воспроизводившихся архивных материалов и републикация малоизвестных документов (рубрика «Языком архивных дел»).
В «АНКО» были впервые републикованы: «Устав Общества мелких народностей Поволжья» (Казань, 1917 г.), «Программа Всероссийского съезда мари, имеющего быть в г[ороде] Бирске Уфимской губ[ернии] с 15 по 25 июля 1917 г.» и «Протоколы заседаний Всероссийского съезда мари в городе Бирске Уфимской губернии», изданные в 1917 г. в Бирске в качестве «Известий Всероссийского Съезда Мари».
К 110-летию легализации в Казани еврейской (иудейской) общины в № 2 (12) за 2007 г. была помещена подборка архивно-газетных материалов за 1897 г. с предисловием И. Е. Алексеева — «Местное еврейское общество в административном отношении было до сего времени совершенно не упорядочено».

### Вопросы развития национальной политики
Изначально журнал ставил перед собой задачу освещать наиболее актуальные проблемы развития государственной национальной политики в России в целом и в Татарстане в частности.
Им были посвящены, в частности, опубликованные в «АНКО» статьи: Н. Ф. Бугая и Л. А. Узденовой «Заслуживает поддержки», Р. Ю. Белякова «Равноправие на словах и на деле», Л. А. Гареевой «Развитие и взаимодействие этнокультур», и другие.
В № 1 (10) за 2006 г. «АНКО», в рубрике «Духовное возрождение», была также помещена статья В. П. Козлова «Национальные приходы Казанской епархии Русской Православной Церкви» о кряшенских и чувашских приходах.

### Тема Великой Отечественной войны
В целом ряде материалов «АНКО» нашла отражение тема Великой Отечественной войны и участия в ней представителей различных народов, проживающих в Татарстане (рубрики «Отблеск Великой Победы», «60-летию Победы в Великой Отечественной войне посвящается»).
В № 1 (8) за 2003 г. «АНКО» была опубликована подборка материалов, посвящённая памяти Героя Советского Союза, лётчика М. П. Девятаева (1917—2002), мордвина (мокшанина) по национальности, в том числе: перепечатки из «Литературной газеты» за 23 марта 1957 г. статьи Я. Б. Винецкого «Мужество» и из «Казанских Ведомостей» за 11 июля 2002 г. статьи М. В. Черепанова «Третью мировую войну предотвратил наш земляк?».
В журнале были помещены также воспоминания участника Курской битвы, старейшины Национально-культурной автономии казахов РТ «Казахстан» М. А. Калжанова «Переживая пережитое», и другие материалы.

## Прекращение издания
В связи с созданием, согласно постановлениям II Съезда народов Татарстана (2007 год), «Ассамблеи народов Татарстана», было принято решение об издании нового журнала, получившего впоследствии название «Наш дом Татарстан». Одновременно, с 2007 года, прекратился выпуск «АНКО».